# 403 Cyane
403 Cyane је астероид главног астероидног појаса. Приближан пречник астероида је 49,49 km,
а средња удаљеност астероида од Сунца износи 2,814 астрономских јединица (АЈ).
Инклинација (нагиб) орбите у односу на раван еклиптике је 9,134 степени, а орбитални период износи 1724,621 дана (4,721 године). Ексцентрицитет орбите астероида износи 0,095.
Апсолутна магнитуда астероида износи 9,10 а геометријски албедо 0,165.
Астероид је откривен 18. маја 1895. године.